# Akademos
Akademos – w mitologii greckiej heros attycki, który wskazał Dioskurom miejsce, gdzie Tezeusz więził ich siostrę Helenę. 
Ateńczycy poświęcili mu gaj nad rzeką Kefisos. Grób Akademosa, otoczony świętym gajem platanowym nad brzegiem rzeki znajdował się na Keramejkosie, odległy o sześć stadiów od Aten. Od imienia herosa pochodzi słowo „akademia” – w gaju, w którym znajduje się jego grób, działała Akademia Platońska.